# خوسيه فيسنتي كوادرا
خوسيه فيسنتي كوادرا (بالإسبانية: Vicente Cuadra y Ruy Lugo)‏ (و. 1812 – 1894 م) هو سياسي من نيكاراغوا .
وهو عضو في حزب محافظي نيكاراغوا .